# Сара Уртадо
Сара Уртадо Мартін (ісп. Sara Hurtado Martin; нар. 3 листопада 1992, Мадрид, Іспанія) — іспанська фігуристка, яка виступала у танцях на льоду. З партнером Адріаном Діасом вони перші в історії іспанські фігуристи, які взяли участь у змаганнях Міжнародного союзу ковзанярів у танцях на льоду. Пара — віцечемпіони зимової Універсіади 2015 року, п'ятиразові чемпіони Іспанії.
Навесні 2016 року стала у пару з колишнім російським фігуристом Кирилом Халявіним, з ним вона також чемпіонка країни.

## Кар'єра

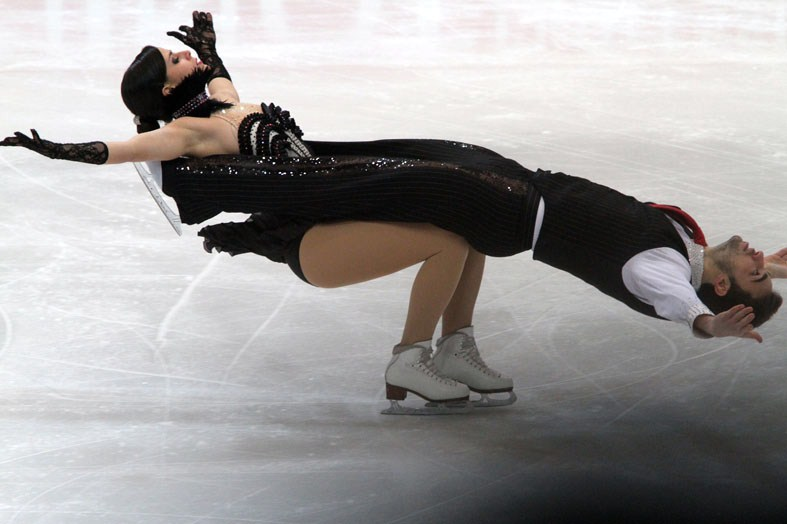
Одна з оригінальних підтримок

Сара стала на ковзани у вісім років, коли мати Пілар Мартін записала її до школи фігурного катання Majadahonda La Nevera. Спочатку, як і більшість фігуристок, вона виступала як одиночниця.

### Виступи з Адріаном Діасом
У 2006 році до неї звернувся Адріан Діас і запропонував спробувати сили у танцях на льоду. Оскільки до цього моменту в Іспанії не було танцювальної школи фігурного катання, Уртадо та Діасу довелося чекати два роки, доки федерація фігурного катання країни знайшла їм тренера. Ним став Джон Данн з Великої Британії, який переїхав до Мадрида у 2008 році.
Пара досить швидко покращувала результати. Якщо на чемпіонаті світу серед юніорів 2009 року (через 9 місяців після початку занять із новим тренером) вони були лише 32-ми, то вже наступного року стали 16-ми, а на чемпіонаті світу серед юніорів 2011 року увійшли до десятки — 9 місце. У сезоні 2010/2011 пара змагалася одночасно і на юніорському та на «дорослому» рівні. Для цього їм довелося виконувати чотири різні танці (два короткі і два довільні) відповідно до відмінностей у вимогах між юніорськими та дорослими програмами. Вони стали 4-ми на зимовій Універсіаді в Ерзурумі, завоювали бронзу турніру Bavarian Open і виступили ще на кількох другорядних турнірах. Цього ж сезону Уртадо та Діас дебютували на чемпіонаті Європи — 15-те місце (при цьому у кваліфікації вони були 5-ми) та на чемпіонаті світу, де змогли пройти кваліфікацію, але не пройшли у довільну програму, залишившись на 23-му місці.
У 2011 році Джон Данн отримав цікаву пропозицію про роботу на батьківщині, у Великій Британії, і пара переїхала з ним до Лондона. Однак незабаром іспанська федерація знайшла їм нових тренерів, пара переїхала у Монреаль (Канада) для роботи з дворазовими срібними призерами чемпіонатів світу 2006 та 2007 років, Марі-Франс Дюбрей та Патрісом Лозоном.
Наприкінці 2013 року на турнірі у Німеччині пара боролася за право виступати на зимовій Олімпіаді у Сочі. У складній боротьбі вони зуміли пробитися на головні змагання чотириліття, зайнявши у підсумку 13 місце. На чемпіонаті Європи пара посіла місце у десятці, що дало змогу наступного року заявити дві пари на чемпіонаті Європи.
У після олімпійський сезон іспанська танцювальна пара почала у Баррі на турнірі Autumn Classic International, де вони фінішували п'ятими. Далі фігуристи вперше вибороли право на дві участі у серії Гран-прі. І якщо на канадському етапі пара посіла останнє місце, то на французькому етапі Гран-прі спортсмени зупинилися за крок від подіуму та перевершили свій спортивний результат у довільній програмі. Однак через два тижні на загребському турнірі Золотий коник Загреба 2014 всі три досягнення іспанської пари були знову покращені і спортсмени посіли призове 3-е місце. Фурор зробила пара на європейському чемпіонаті у 2015 році. Вони покращили всі свої спортивні досягнення та увійшли до п'ятірки кращих танцювальних пар Старого Світу. Проте за тиждень пара взяла участь у зимовій Універсіаді в Іспанії. У танцях була найскладніша боротьба між італійською й іспанською парами, мінімальною кількістю балів перемога дісталася парі з Аппенін. На чемпіонаті світу у Шанхаї іспанська пара зробила черговий крок до зростання своїх досягнень у чемпіонатах світу.
Новий сезон восени 2015 року для пари розпочався невдало. Через травму кісточки Сари пара знялася з турнірів у Фінляндії та Франції. У середині жовтня Сара заявила про завершення спортивної кар'єри.

### У парі з Кирилом Халявіним

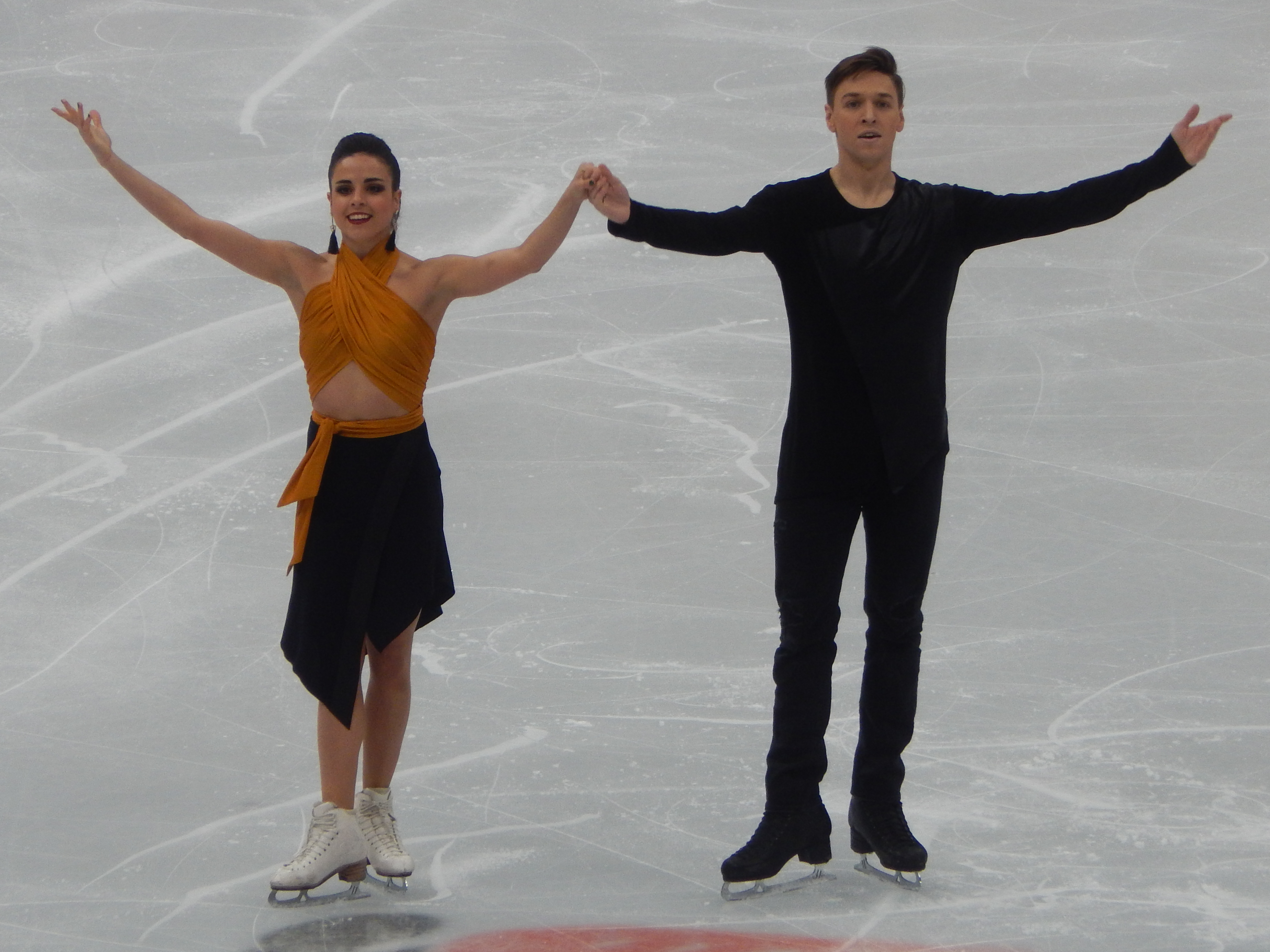
Уртадо та Халявін на чемпіонаті Європи у Москві

Проте вже навесні 2016 року вона знову стала у пару з колишнім російським танцюристом Кирилом Халявіним і перебралася для тренувань до Москви. Дебютувала нова іспанська пара у грудні у Будапешті, де у складній боротьбі фігуристи посіли перше місце та кваліфікувалися на континентальний чемпіонат. Через два тижні у Б'єльо на національному чемпіонаті Сара та Кирило впевнено стали чемпіонами. На початку січня 2017 року іспанська пара виступала у Польщі на Кубку Нестле Несквік, фігуристи у складній боротьбі зуміли посісти друге місце та здобули техмінімум на світовий чемпіонат, при цьому спортсмени покращили свої попередні досягнення у короткій програмі. Наприкінці січня іспанські спортсмени виступали в Остраві на європейському чемпіонаті, де вони у завзятій боротьбі зайняли місце поряд із десятком провідних танцюристів континенту. На світовий чемпіонат іспанська федерація надіслала іншу пару.
Олімпійський сезон іспанська пара розпочала на початку жовтня в Еспоо, на Трофеї Фінляндії, де вони фінішували у середині десятки. На початку грудня був виступ на Золотому ковзані Загреба, який був для пари більш вдалим; вони фінішували поряд із п'єдесталом. При цьому партнерка перевершила своє колишнє досягнення у короткому танці та трохи покращила суму. Далі був національний чемпіонат, де вони у завзятій боротьбі поступилися першим місцем. Однак на європейський чемпіонат федерація вирішила відправити їх. У середині січня пара виступила на континентальному чемпіонаті у Москві, де вони знову зуміли фінішувати у першій десятці та вибороли для іспанців право на наступний рік заявити дві пари. Також спортсменам вдалося покращити своє колишнє досягнення у сумі. На Олімпійські ігри було вирішено відправити цю пару. У середині лютого у Каннині на особистому турнірі Олімпійських ігор іспанські танцюристи знову покращили свої попередні досягнення у сумі, а також у довільному танці та зуміли фінішувати у десятці найкращих танцюристів.
На тлі російського вторгнення в Україну, Уртадо переїхала до Мадриду з Москви, де проживала та тренувалася останні п'ять років. Невдовзі після повернення до Іспанії вона завершила змагальну кар'єру. Була ініціатором кампанії «Sobre Hielo por la Paz», з метою зібрати кошти для допомоги українським біженцям.
Надалі вона розпочала тренерську кар'єру.

## Особисте життя
Сара Уртадо навчалася в Університеті Франсиско де Віторія (ісп. Universidad Francisco de Vitoria), де вивчала журналістику.

## Програми

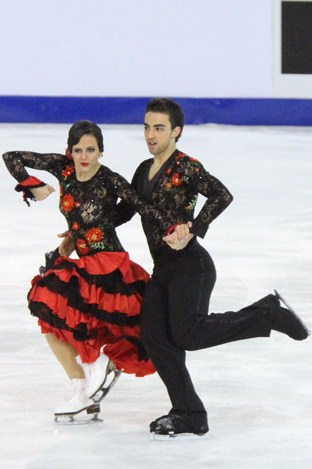
Сара Уртадо й Адріан Діас у 2010 році

(З А. Діасом)
| Сезон     | Короткий/Оригінальний танець                                   | Довільний танець                                   |
| --------- | -------------------------------------------------------------- | -------------------------------------------------- |
| 2012—2013 | Вальс: Jane's Waltz Полька: Modern Times                       | Little Wing Pride and Joy Стіві Рей Вон            |
| 2011—2012 | «Mas Que Nada» та «Magalenha»Сержіо Мендес                     | «Трістан та Ізольда» Максим Родрігес               |
| 2010—2011 | «Algo Pequenito»Даніель Діхес «Ein Wiener Walzer» Карл Дженкін | «Be Italian» з фільму «Дев'ять» у виконанні Fergie |
| 2009—2010 | «Granada» Пако де Лусія                                        | «Slumdog Millionaire» Алла Ракха Рахман            |

## Результати
| Результати виступів з Кирилом Халявіним |    |       |       |       |       |       |
| Змагання                                |    | 17/18 | 18/19 | 19/20 | 20/21 | 21/22 |
| Міжнародні                              |    |       |       |       |       |       |
| Олімпійські ігри                        |    | 12    |       |       |       |       |
| чемпіонат світу                         |    |       | 12    |       | 11    |       |
| чемпіонат Європи                        | 13 | 8     | 7     | 7     |       | 6     |
| Гран-прі Японії                         |    |       |       |       |       | 4     |
| Гран-прі Канади                         |    |       |       | 5     |       |       |
| Гран-прі Фінляндії                      |    |       | 4     |       |       |       |
| Гран-прі Росії                          |    |       | 2     | 3     |       | 4     |
| Minsk-Arena Ice Star                    |    |       |       | 1     |       |       |
| Меморіал Непели                         |    |       |       | 2     |       |       |
| Lombardia Trophy                        |    |       | 3     |       |       | 3     |
| Finlandia Trophy                        |    | 6     |       |       |       | 5     |
| Золотий коник Загреба                   |    | 4     |       |       |       |       |
| Open d'Andorra                          |    | 1     |       |       |       |       |
| Santa Claus Cup                         | 1  |       |       |       |       |       |
| Toruń Cup                               | 2  |       |       |       |       |       |
| Національні                             |    |       |       |       |       |       |
| Чемпіонат Іспанії                       | 1  | 2     | 1     | 2     |       | 2     |

| Результати виступів з Адріаном Діасом |    |       |       |       |       |       |       |       |
| Змагання                              |    | 09/10 | 10/11 | 11/12 | 12/13 | 13/14 | 14/15 | 15/16 |
| Міжнародні                            |    |       |       |       |       |       |       |       |
| Олімпійські ігри                      |    |       |       |       |       | 13    |       |       |
| чемпіонат світу                       |    |       | 23    | 19    | 19    | 16    | 14    |       |
| чемпіонат Європи                      |    |       | 15    | 16    | 15    | 10    | 5     |       |
| Гран-прі Франції                      |    |       |       | 8     |       |       | 4     |       |
| Гран-прі Канади                       |    |       |       |       |       |       | 8     |       |
| Універсіада                           |    |       | 4     |       |       | 8     | 2     |       |
| Золотий коник Загреба                 |    |       | 11    | 8     |       | 5     | 3     |       |
| Autumn Classic                        |    |       |       |       |       |       | 5     |       |
| Toruń Cup                             |    |       |       |       |       | 2     |       |       |
| Кубок Ніцци                           |    |       |       | 3     |       | 2     |       |       |
| Nebelhorn Trophy                      |    |       |       | 7     | 9     | 8     |       |       |
| NRW Trophy                            |    |       |       | 6     |       |       |       |       |
| Bavarian Open                         |    |       | 3     |       |       |       |       |       |
| Міжнародні серед юніорів              |    |       |       |       |       |       |       |       |
| Чемпіонат світу                       | 32 | 16    | 9     |       |       |       |       |       |
| Гран-прі Німеччини                    |    |       | 5     |       |       |       |       |       |
| Гран-прі Британії                     |    |       | 10    |       |       |       |       |       |
| Гран-прі Туреччини                    |    | 6     |       |       |       |       |       |       |
| Гран-прі США                          |    | 10    |       |       |       |       |       |       |
| NRW Trophy                            |    | 6     | 8     |       |       |       |       |       |
| Національні                           |    |       |       |       |       |       |       |       |
| Чемпіонат Іспанії                     | 1  |       |       | 1     | 1     | 1     | 1     |       |